# Eishockey-Weltmeisterschaft der U18-Junioren 2020
Die Eishockey-Weltmeisterschaft der U18-Junioren 2020 wäre die 22. Austragung der Weltmeisterschaft in der Altersklasse der Unter-Achtzehnjährigen (U18) durch die Internationale Eishockey-Föderation IIHF gewesen. Es waren sieben Turniere mit insgesamt 46 Mannschaften vorgesehen. Aufgrund der Coronavirus-Epidemie sagte die IIHF zuerst Anfang März 2020 vier Turniere, Mitte März dann die restlichen drei Turniere ab.
Die Turniere 2021 wurden wieder an dieselben Austragungsorte vergeben, bis auf die Top-Division aber erneut abgesagt.

## Qualifizierte Teilnehmer, geplante Austragungsorte und -zeiträume
- Top-Division: 16. bis 26. April 2020 in Plymouth und Ann Arbor, Michigan, USA
Teilnehmer:  Belarus,  Deutschland (Aufsteiger),  Finnland,  Kanada,  Lettland,  Russland,  Schweden (Titelverteidiger),  Schweiz,  Tschechien,  USA
- Division I
  - Gruppe A: 13. bis 19. April 2020 in Spišská Nová Ves, Slowakei
Teilnehmer:  Dänemark,  Frankreich,  Japan (Aufsteiger),  Kasachstan,  Norwegen,  Slowakei (Absteiger)
  - Gruppe B: 12. bis 18. April 2020 in Asiago, Italien
Teilnehmer:  Italien,  Österreich,  Polen (Aufsteiger),  Slowenien,  Ukraine (Absteiger),  Ungarn
- Division II
  - Gruppe A: 22. bis 28. März 2020 in Tallinn, Estland
Teilnehmer:  Estland,  Großbritannien (Absteiger),  Litauen,  Rumänien,  Serbien (Aufsteiger),  Südkorea
  - Gruppe B: 21. bis 27. März 2020 in Tianjin, Volksrepublik China
Teilnehmer:  Australien,  Bulgarien (Aufsteiger),  Volksrepublik China,  Kroatien,  Niederlande,  Spanien (Absteiger)
- Division III:
  - Gruppe A: 16. bis 22. März 2020 in Istanbul, Türkei
Teilnehmer:  Belgien (Absteiger),  Republik China (Taiwan) (Aufsteiger),  Island,  Israel,  Mexiko,  Türkei
  - Gruppe B: 29. März bis 4. April 2020 in Kockelscheuer, Luxemburg
Teilnehmer:  Bosnien und Herzegowina (erste Teilnahme seit 2005),  Hongkong,  Kirgisistan (Neuling),  Luxemburg,  Neuseeland (Absteiger),  Südafrika

## Top-Division
Die U18-Weltmeisterschaft sollte vom 16. bis zum 26. April 2020 in den US-amerikanischen Städten Plymouth und Ann Arbor im Bundesstaat Michigan ausgetragen werden. Als Spielstätten waren die USA Hockey Arena (3.504 Plätze) in Plymouth sowie im Ice Cube in Ann Arbor mit 1.000 Plätzen vorgesehen. Aufgrund der Coronavirus-Epidemie entschied die IIHF Mitte März 2020 das Turnier abzusagen.
Am Turnier sollten zehn Nationalmannschaften teilnehmen, die in zwei Gruppen zu je fünf Teams spielten. Dabei setzten sich die beiden Gruppen nach den Platzierungen der Nationalmannschaften bei der Weltmeisterschaft 2019 zusammen.

## Division I

### Gruppe A in Spišská Nová Ves, Slowakei
Das Turnier der Gruppe A sollte vom 13. bis 19. April 2020 im slowakischen Grenoble ausgetragen werden. Die Spiele sollten in der 6.500 Zuschauer fassenden Spiš Aréna stattfinden. Aufgrund der Coronavirus-Epidemie entschied die IIHF Mitte März 2020 das Turnier abzusagen.

### Gruppe B in Asiago, Italien
Das Turnier der Gruppe B sollte vom 12. bis 18. April 2020 im italienischen Asiago ausgetragen werden. Die Spiele sollten in der 3.000 Zuschauer fassenden Pala Hodegart stattfinden. Aufgrund der Coronavirus-Epidemie entschied die IIHF Mitte März 2020 das Turnier abzusagen.

## Division II

### Gruppe A in Tallinn, Estland
Das Turnier der Gruppe A sollte vom 22. bis 28. März 2020 in der estnischen Hauptstadt Tallinn ausgetragen werden. Die Spiele sollten in der 5.840 Zuschauer fassenden Tondiraba jäähall stattfinden. Aufgrund der Coronavirus-Epidemie entschied die IIHF Anfang März 2020 das Turnier abzusagen.

### Gruppe B in Sofia, Bulgarien
Das Turnier der Gruppe B sollte vom 23. bis 29. März 2020 in der bulgarischen Landeshauptstadt Sofia ausgetragen werden. Die Spiele sollten im 4.600 Zuschauer fassenden Wintersportpalast stattfinden. Ursprünglich sollte der Wettbewerb vom 21. bis 27. März desselben Jahres in der chinesischen Hafenstadt Tianjin ausgetragen werden. Aufgrund der Coronavirus-Epidemie beschloss der Weltverband Ende Januar, den Austragungsort zunächst zu verlegen, ehe das Turnier Anfang März komplett abgesagt wurde.

## Division III

### Gruppe A in Istanbul, Türkei
Das Turnier der Gruppe A sollte vom 16. bis 22. März 2020 in der türkischen Metropole Istanbul ausgetragen werden. Die Spiele sollten im 900 Zuschauer fassenden Silivrikapı Buz Pateni Salonu stattfinden. Aufgrund der Coronavirus-Epidemie entschied die IIHF Anfang März 2020 das Turnier abzusagen.

### Gruppe B in Kockelscheuer, Luxemburg
Das Turnier der Gruppe B sollte vom 29. März bis 4. April 2020 im luxemburgischen Kockelscheuer, unweit der Hauptstadt Luxemburg, ausgetragen werden. Die Spiele sollten im 768 Zuschauer fassenden Patinoire de Kockelscheuer stattfinden. Aufgrund der Coronavirus-Epidemie entschied die IIHF Anfang März 2020 das Turnier abzusagen.